# Miran Mubarak Khan I
Miran Mubarak Khan I fou sobirà farúquida de Khandesh, fill i successor de Miran Adil Khan I quan aquest fou assassinat el 30 d'abril de 1441.
Miran Mubarak Khan va fer dues campanyes contra el raja de Baghlana. Fou vassall de Gujarat. Va morir el 17 de maig o el 5 de juny del 1457 i fou enterrat a Thalner. El va succeir el seu fill Miran Adil Khan II.